# Mark Feehily
Markus Michael Patrick Feehily (sinh ngày 28 tháng 5 năm 1980 tại Sligo, Ireland), với nghệ danh Mark Feehily, là ca sĩ hát chính (cùng Shane Filan) của ban nhạc pop đến từ Ireland, Westlife. Feehily là một trong năm thành viên gốc của Westlife, cùng với 3 thành viên hiện tại của nhóm Kian Egan, Shane Filan và Nicky Byrne và thành viên cũ Brian McFadden.

## Sự nghiệp
Trước Westlife Mark, Egan và Filan tham gia một ban nhạc tên là IOYOU (hay I.O.U.) ban nhạc nơi anh đã tham gia các bài hát của ban nhạc này, như "Everlasting Love" và "Together Girl Forever".
Feehily đã kể với The Boston Globe về sự xấu hổ của mình về album Rat Pack của Westlife Allow Us to Be Frank và đổ lỗi cho công ty thu âm của họ đã buộc họ phải thu âm nó sau khi Robbie Williams đã thành công với loại hình âm nhạc này, và cho rằng "thực sự đó là một thời gian kỳ lạ trong sự nghiệp của chúng tôi". Feehily đã hát solo hoàn toàn vào bài hát cho ban nhạc trong một vài trường hợp: một bài hát ban nhạc đã viết tên "Imaginary Diva" của album World of Our Own và bài ngoài "Talk Me Down" của album Where We Are. Tại buổi trình diễn, anh cũng đã hát solo hoàn toàn cho bài hát "Silent Night".

## Sáng tác ca khúc
Feehily đồng sáng tác một số bài hát của Westlife, tất cả 15 bài hát trong album solo đầu tay của anh và nhiều bài hát chưa phát hành..
Anh thông báo trên mạng xã hội rằng anh và Shane Filan đồng sáng tác đĩa đơn mới cho Emeli Sandé và Ronan Keating mang tên "One of a Kind", phát hành vào năm 2020.

## Đời tư
Cha mẹ của Mark là Marie Verdon và Oliver Feehily. Anh có 2 em trai tên là Barry Feehily (sinh 1985) và Colin Feehily (sinh 1989).
Feehily theo học tại trường Trung học Summerhill, một trường học giáo dân, cùng Kian Egan và Shane Filan. Cả ba người họ đã từng tham gia vào một vở kịch trường học tên Grease khi họ khoảng 12 tuổi. Nhà hát Hawkswell là một phần quan trọng trong sự nghiệp của họ.
Tháng 8 năm 2005, Feehily tuyên bố mình là người đồng tính trên tờ The Sun, và thông báo mối quan hệ lâu dài với Kevin McDaid, một thành viên của nhóm nhạc V (Anh Quốc). Trong một cuộc phỏng vấn, anh nói, "Tôi muốn mọi người biết sự thật về con người thật của tôi. Tôi là một người đồng tính và tôi tự hào về điều đó. Nó chỉ đơn giản là con người thật của tôi."
"Tôi không muốn bất cứ một sự thương hại nào, hay trở thành một gương mẫu nào. Đơn giản là vì tôi thấy đây là thời điểm thích hợp để nói lên sự thật".
Không giống như các đồng nghiệp cùng ban nhạc của mình, trong nhiều năm Feehily đã không thảo luận về cuộc sống riêng tư của mình. Ông bầu Louis Walsh cũng không biết về xu hướng tính dục của Feehily khi ông chọn anh cho ban nhạc.
"Tôi không bao giờ cố giấu mọi người tôi là người như thế nào, nhưng tôi là người kín đáo và trước đây tôi cảm thấy không cần thiết phải nói về cuộc sống riêng tư của mình. Nhưng tôi cũng mong mọi người hiểu rằng tôi cảm thấy rất nhẹ nhàng khi nói cho các bạn hiểu đấy chính là một phần cuộc sống của tôi".
Để đi đến quyết định là dũng cảm này, Mark cho biết anh đã nhận được sự động viên và giúp đỡ to lớn từ phía gia đình cũng như những thành viên còn lại của Westlife. " Tôi không lo lắng rằng mọi người sẽ phản ứng thế nào bởi tôi hạnh phúc khi được là chính mình".
Bộ đôi đã hẹn hò từ tháng 1 năm 2005 sau khi đã gặp nhau tại một đại nhạc hội Childline Cheerios tại Ireland. Trong một cuộc phỏng vấn, Feehily nói với The Sydney Morning Herald rằng mặc dù thực tế là phần lớn các fan của Westlife là nữ, nhưng không hề có phản ứng tiêu cực. "Tôi bây giờ hạnh phúc hơn bao giờ hết và tôi nghĩ rằng người hâm mộ của chúng tôi có thể thấy điều đó" 
Tháng 12 năm 2007, Feehily và McDaid xuất hiện trên trang bìa của Attitude. Họ cũng đã làm một cuộc phỏng vấn chung. Trong cuộc phỏng vấn này, Mark nói rằng anh muốn phát triển lâu dài với Kevin, và cặp đôi tin rằng họ sẽ bên nhau mãi mãi.
Ngày 28 tháng 5 năm 2010, Mark và Kevin đã xác nhận chính thức tin tức qua Twitter.

## Vinh danh và giải thưởng
| Năm  | Lễ trao giải | Thể loại                          | Kết quả   |
| ---- | ------------ | --------------------------------- | --------- |
| 2013 | The Galas    | Nghệ sĩ/Nhân vật giải trí của năm | Đoạt giải |